# Biserica Sfânta Margareta din Mediaș
Biserica Sf. Margareta este biserica evanghelică orășenească (în germană Evangelische Stadtpfarrkirche) din Mediaș. Edificiul este cunoscut, printre altele, pentru turnul său înclinat. Este una din cele mai importante biserici din Transilvania construite în stil gotic târziu. Biserica se află sub patronajul sfintei Margareta de Antiohia.

## Istoric
Biserica fortificată este construită din anul 1488 în stil gotic, fiind înconjurată de un zid de apărare cu turnuri (Turnul Clopotniță, Turnul Școlii, Turnul Frânghierilor/Bibliotecii, Turnul Sf. Maria, Turnul Croitorilor). Turnul bisericii, din cauza structurii solului, s-a înclinat de-a lungul timpului. A fost construit în anul 1460 și supraînălțat cu 3 niveluri în anul 1550. În anul 1551, a atins înălțimea de 68,5 m și astfel a mai primit patru turnulețe, reliefând faptul că orașul avea pe atunci judecătorie și drept de a pronunța sentința capitală (jus gladii). În anul 1783, acoperișul este refăcut și cele patru turnuri sunt reparate. În același an, globul aurit care a fost montat în anul 1550 în vârf de turn este coborât, iar cu această ocazie, ținându-se cont de obiceiul timpului, a fost citită „corespondența” strămoșilor. Turnul reprezenta un punct ideal de observație al tuturor împrejurimilor. În vremuri nesigure, cum erau pe atunci, trâmbițașul orașului avea importanta misiune de a alarma cu trompeta în caz de nevoie. Greșelile acestuia erau foarte aspru sancționate, ajungându-se chiar la aruncarea acestuia din turn, în cazul în care ar fi pus orașul în pericol. Din acele vremuri provine numele de Turnul Trompeților. Imaginea trâmbițașului din turn (Turrepitz) este reprezentată de o statuie din lemn, plasată pe una dintre muchiile turnului bisericii, și care marchează sferturile de oră prin tragerea unui clopot exterior. În turn a fost reținut Vlad Țepeș, în anul 1476, după conflictul cu regele Matia Corvin. Pe pereții interiori pot fi admirate picturi murale executate în sec. XIV-XV. 

## Interior

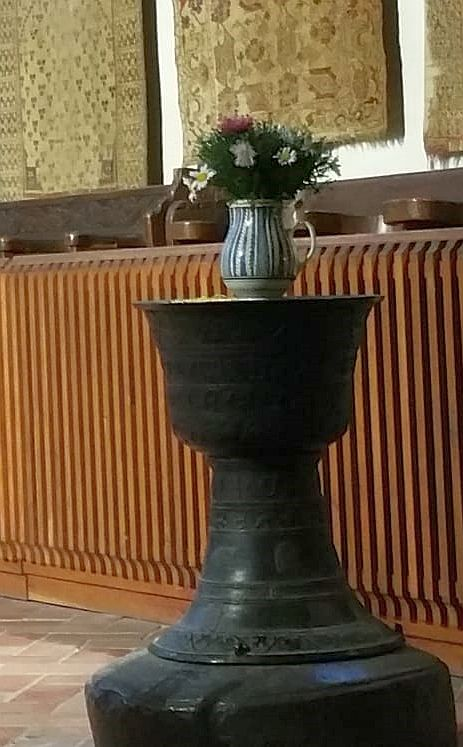
Cea mai veche cristelniță de bronz din România, realizată la sfârșitul sec. XIV (1370)

Altarul de la Mediaș este compus din trei părți, iar tripticul a fost realizat probabil cândva între anii 1480- 1490. Pe partea cotidiană (extrados) a acestuia ciclul picturilor redă  suferințele lui Isus începând cu scena prinderii în Grădina Ghetsimani și până la scena învierii din mormânt. În cea cu imaginea lui Isus crucificat, sub brațul drept se poate observa imaginea Vienei, fapt prin care se dovedește că autorul tablourilor s-a format în Austria. Partea festivă a altarului a fost probabil înlăturată în totalitate odată cu Reforma și probabil că făcea trimitere la hramul bisericii (Sf.Margareta). Pe aripile predelei se observă portretele a doi donatori (un laic și un preot). Pe pereții interiori sunt expuse mai multe covoare orientale, donațiile credincioșilor existând din sec. XVI. În biserică se poate admira de asemenea cea mai veche cristelniță de bronz din țară, realizată la sfârșitul sec. XIV, baldachinul amvonului fiind construit în 1679, de meșterul Sigismund Moess. 
Orga a fost construită de Johannes Hahn, originar din Levoča și stabilit la Sibiu. Abia în anul 1983, au fost găsite semnătura constructorului de orgi, în lada pneumatică a orgii, și un document al predicatorului Martin Fay (cunoscut azi ca un important compozitor). Este vorba despre o scrisoare din data de 9 mai 1756, către: „Wohl Ehren Vesten Herrn Johannes Hann Wohlbestelten Orgelbauer Meistern in Hermannstadt”. Așadar, construcția orgii a avut loc în anii 1755-56. În 1873, a fost restructurată de Wilhelm Hörbiger, după modelul romantic. Sub conducerea constructorului de orgi Hermann Binder, în anii 1983 și 2005 au avut loc două ample renovări ale orgii. Orga conține în prezent 24 de registre. În biserică se organizează frecvent concerte, ocazie cu care se pot întoarce spătarele băncilor din biserică, astfel ca spectatorii să stea cu fața spre orgă. 
Stagiunea de concerte Orgelsommer Mediaș se desfășoară anual în biserică, în perioada lunilor mai-octombrie, cu concerte săptămânale, în fiecare luni, de la ora 19:00, la care se adaugă și numeroase concerte extraordinare. Muzica de orgă este preponderentă, dar stagiunea include adesea concerte camerale, corale sau vocal-instrumentale, recitaluri solo, precum și improvizații sau proiecții nocturne în aer liber cu muzică live. Stagiunea este completată cu o serie de concerte care au loc la Casa Schuller și la Grădina Traube. Începând din anul 1999, organizatorul stagiunii muzicale „Orgelsommer Mediaș” este Edith Hajnalka Toth, cantor și organist al bisericii.

## Preoți parohi menționați până la Reforma protestantă[6]
1. Adam sacerdos de villa Medjes(1283)
2. Wylandus (1334)
3. Andreas Plebanus de Medjes (1420)
4. Johannes Henrici (1441)
5. Michael Rector Parochialis... (1453)
6. Martinus Andree de Nova Villa ( 1470 - 1471)
7. Valentinus Baccalaureus (1477)
8. Stephanus (1492 - 1504)
9. Johannes Fridricus Magister (1510 - 1535)

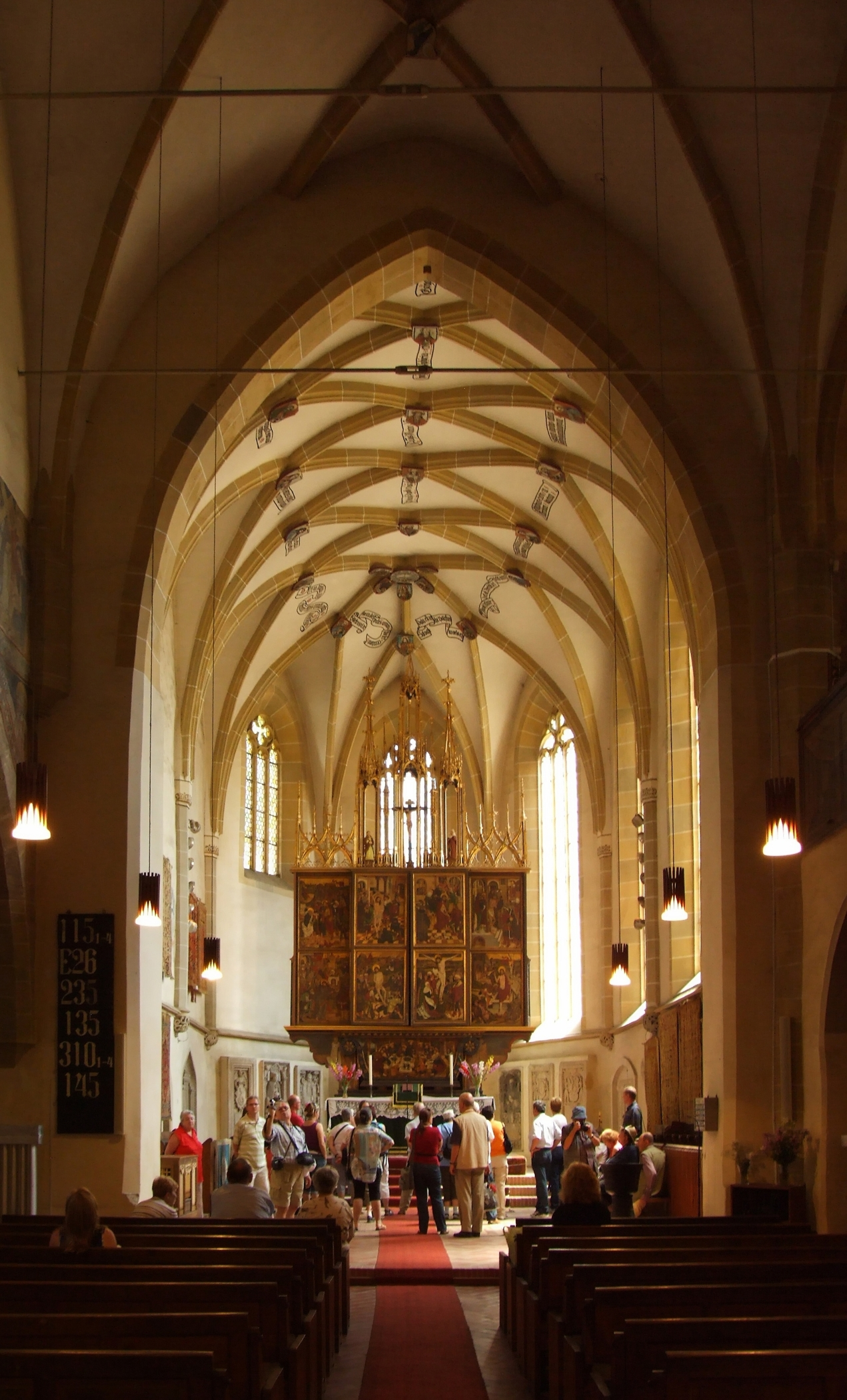
Interior - altarul principal

10. Vicentius (1537)

## Galerie

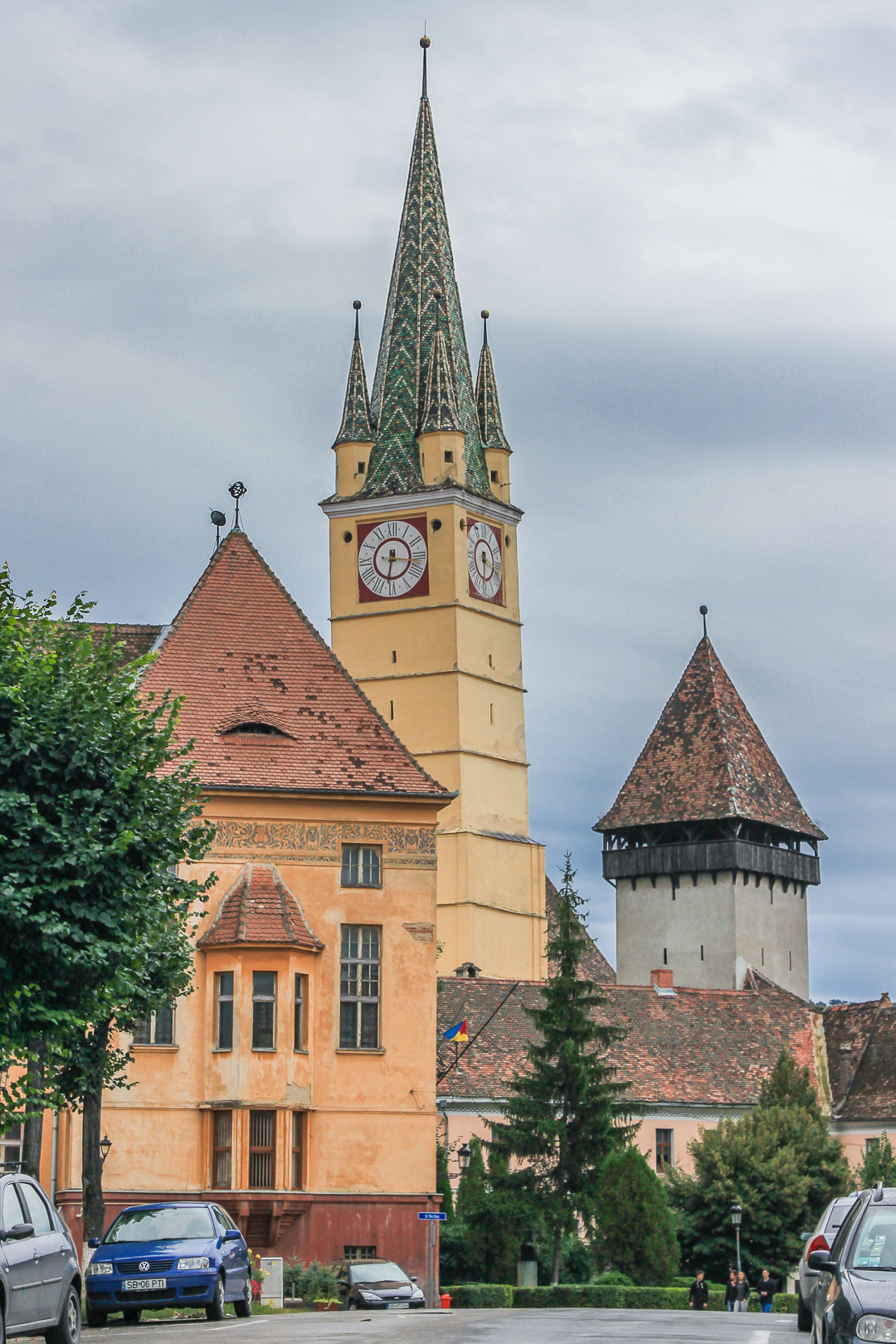
Turnul Trompeților
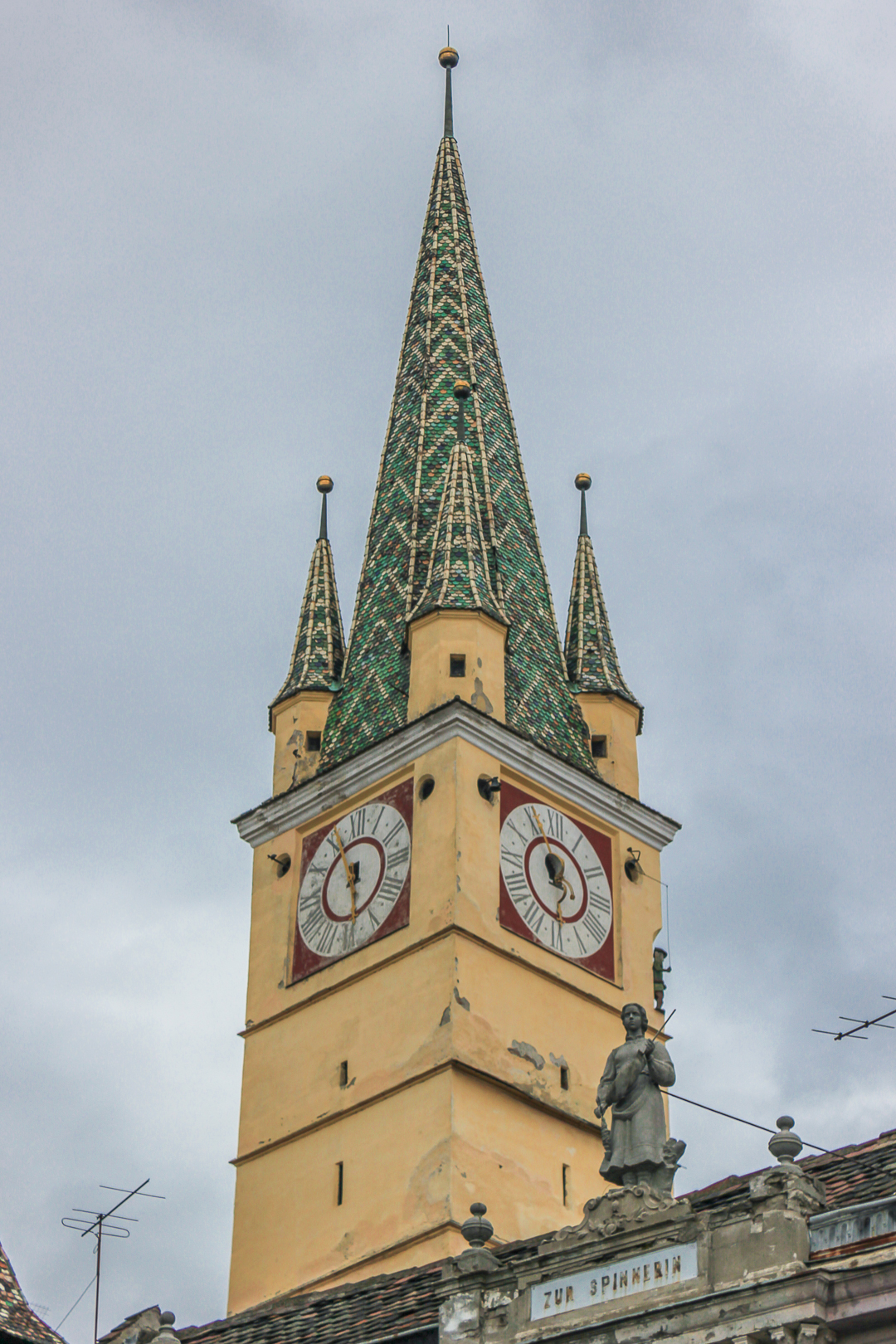
Turnul Trompeților, detaliu